# 良霄
良霄（？—前543年），姬姓，良氏，名霄，字伯有，是子耳的儿子，郑国的卿。

## 生平

### 被楚扣留
因为郑简公顺服楚国，前562年九月，中原诸侯用全部兵力再次进攻郑国，郑国派良霄、太宰石㚟到楚国，说郑国准备顺服晋国：“孤（郑简公）由于国家的缘故，不能怀念君王了。君王如果能够用玉帛安抚晋国，不这样，那就用武力对他们加以威慑，这都是我的愿望。”楚共王囚禁了他们。《春秋经》记载“楚执郑行人良霄”，说良霄他们是使者，不应该承担罪责。前560年冬太宰石㚟劝说楚国令尹子囊释放良霄回国，子囊同意了。

### 报父仇
前558年，郑国人由于子西、伯有、子产（公孙侨）的缘故，用一百六十匹马和师茷、师慧两位乐师作为财礼送给宋国，又以子晳（公孙黑）为人质，向宋国求取尉氏、司氏的叛乱残余分子（前563年，他们杀害子西的父亲子驷、伯有的父亲子耳、子产的父亲子国）。宋国司城乐喜把堵女父、尉翩、司齐交给了郑国，把认为有才能的司臣放走了。托付给了鲁国季武子，武子把司臣安置在卞。郑国人把这三人剁成了肉酱。

### 伐齐
前555年，子孔（公子嘉）想除掉其他家族大夫。想通過楚國的兵馬進行。楚國令尹子庚沒答應，但是楚康王要求出兵。當時伯有、子蟜（公孙虿）、子张（子印之子，公孙黑肱）和鄭簡公隨諸侯聯軍討伐齊國，子孔、子展（公孙舍之）、子西留守，子展、子西知道子孔的計劃，所以子孔不敢和楚軍聯絡。前554年，子展、子西殺子孔。

### 定卫
前547年六月，鲁襄公和晋国赵武、宋国向戌、郑国良霄、曹国人在澶渊会见，以讨伐卫国（卫献公复辟），划正戚地的疆界。将占领的卫国西部边境懿氏六十个邑给了孙林父。《春秋经》记载“公会晋人、郑良霄、宋人、曹人于澶渊。”不记载赵武，是为了尊重鲁襄公。不记载向戌，是因为他迟到了。记载郑国良霄在宋国之前，是由于郑国人按时到达。

### 弭兵·赋诗
前546年五月二十九日，郑国的良霄到达宋国。宋向戌和晋赵武、楚屈建、鲁叔孙豹、蔡公孙归生、卫石恶、陈孔奂、郑良霄、许人、曹人在宋国举行弭兵之会。赵武返国路过郑国时，郑简公在垂陇设享礼招待赵武，子展、伯有、子西、子产、子太叔、公孙段、印段跟从郑简公参与享礼。赵武说：“这七位跟从着君主，这是赐给我以光荣。请求诸位都赋诗以完成君主的恩赐，我也可以从这里看到七位的志向。”伯有赋《鹑之贲贲》这首诗。赵文子说：“床上的话不出门槛，何况在野外呢？这不是使人所应该听到的。”享礼结束，赵文子告诉叔向说：“伯有将要被杀了！诗用来说明心意，心意在于诬蔑他的国君并且公开怨恨国君，又以此作为宾客的光荣，他能够长久吗？即使侥幸，后来也一定逃亡。”叔向说：“对，他太骄奢。所谓不到五年，说的就是这个人了。”

### 不敬鲁侯
前545年，鲁襄公为访问楚国经过郑国，郑简公不在国内，伯有到黄崖慰劳，表现得不恭敬，叔孙豹说：“伯有如果在郑国没有罪，郑国必然有大灾祸。恭敬，是百姓的主宰，现在丢弃了它，如何能继承祖宗保持的家业？郑国人不讨伐他，必然要遭到他的灾祸。水边的薄土，路边积水中的浮萍水草，用来作祭品，季兰作为祭尸，这是由于恭敬。恭敬难道能丢弃吗？”

### 良驷之争
前544年，参与周灵王的葬礼。郑上卿子展有事，他派印段前去。伯有反对：“印段年轻，不行。”子展认为年轻人比没人去好啊，况且事奉晋楚两位霸主，来捍卫王室。王事不能有缺失。于是派印段前去成周。伯有派公孙黑去楚国，公孙黑认为楚国和郑国当时在关系不好，派他去就相当于杀死他。伯有说：“你家世代都是行人（外交官）。”公孙黑说：“能去就去，有困难就不去，什么世代外交官。”伯有要强迫他去。公孙黑大怒，准备攻打伯有家族，大夫们纷纷来调解。十二月初七己巳日，郑国的大夫们在伯有家结盟。裨谌说：“这次结盟，它能管多久呢？《诗经》说：‘君子多次结盟，动乱因此滋长（君子屡盟，乱是用长）。’现在这样是滋长动乱的做法，祸乱不能停止，一定要三年然后才能解除。”然明说：“哪家将会执政呢？”裨谌说：“好人代替坏人，这是天命，执政哪能避开子产？除非越级提拔别人，按班次也应该轮到子产执政了。选择提拔贤人，是为大家尊重的。上天又为子产清除障碍，夺取了伯有的精神，子西又去世了，只有子产不能辞执政之责。上天降祸郑国已经很久了，必定让子产平息，国家才可以安定。要是不这样，郑国就将会灭亡了。”

### 被杀
前543年，子产陪同郑简公到晋国，叔向问子产郑国的政事。子产回答：“我能不能见到，就在这一年了。驷氏（公孙黑）、良氏（良霄）正在争夺，不知道如何调解。若能调解，我能见到，这就可以知道了。”叔向说：“不是已经和好了吗？”子产回答：“伯有奢侈倔强而又固执，子晳喜欢居于别人之上，两人互不相让，虽然表面上已经和好，但还是积聚了憎恶，不久就会爆发。”伯有喜欢喝酒，造了地下室，还在夜里喝酒奏乐。朝见的人来到了，他还没喝完酒。朝见的人问：“伯有公在哪里？”他下属说：“我们的主人在地下室。”朝见他的人都分路回去了。不久伯有去朝见郑简公，又要派子皙去楚国，回家以后就喝酒。七月十一日，子皙带领驷氏的甲士，攻打还放火烧了伯有的家。伯有逃到雍梁，酒醒之后才明白是怎么回事，于是逃亡许国。郑国的大夫们聚在一起商量。子皮（罕虎，子展之子）说：“《仲虺之志》说：‘动乱的就攻取它，灭亡的就欺侮它。摧毁灭亡的而巩固存在的，这是国家的利益。（乱者取之，亡者侮之。推亡固存，国之利也。）’罕氏、驷氏、丰氏本来是同胞兄弟，伯有骄傲奢侈，所以不免于祸。”有人对子产说：“要靠拢正直的，帮助强大的。”子产说：“他们难道是我的同伙？国家的祸难，谁知道如何平定？如果有主持国政的人强大而且正直，祸难就不会发生。姑且保住我的地位吧。”七月十二日，子产收葬伯有家族死者的尸体，来不及和大夫们商量就出走了，印段跟他一起。子皮不让他走。大家说：“别人不顺从我们，为什么不让他走？”子皮说：“这个人对死去的人有礼，何况对活着的人呢？”于是就亲自劝阻子产。七月十三日，子产回国都新郑。七月十四日，印段回国都。两个人都在子皙家里接受了盟约。七月十六日，郑简公和他的大夫们在太庙结盟，又与国内的人们在郑国城门外结盟。伯有听说郑国人为他结盟，非常生气；听说子皮的甲士没有参与攻打他，很高兴，说：“子皮帮我了。”七月二十四日，他从墓门的排水洞进入国都，依靠马师颉用襄库的兵甲装备士兵，率领攻打旧北门。驷带率国人攻打伯有。两家都请子产帮助。子产说：“兄弟之间到这步田地，我服从上天帮助的一家。”伯有在买卖羊的集市上被杀，子产为伯有的尸体穿上衣服，头枕在尸体的大腿上，为他号哭，收尸后把棺材停放在街市旁边伯有家臣的家里。不久，葬在斗城。驷氏想要攻打子产。子皮大怒说：“礼仪，是国家的支柱。杀死有礼的人，没有比这再大的祸患了。”于是驷氏就停止了。游吉从晋国回来，听说发生政变，不入国都。让副手回国复命。八月初六日，游吉逃亡晋国。驷带追赶他到酸枣，和游吉结盟，把两件玉圭沉在黄河里表示诚意。让公孙肸进入国都和大夫结盟。十一日，游吉再次回到国内。《春秋经》记载：“郑良霄出奔许，自许入于郑，郑人杀良霄。”不称良霄为大夫，是说伯有从国外回来，已经丧失了官位。

## 身后
前536年二月，有人梦见伯有披甲而行，说：“三月初二，我将要杀死驷带。明年正月二十七日，我又将要杀死公孙段。”到三月初二那一天，驷带死了，国内的人们十分害怕。前535年，郑国有人因为伯有而互相惊扰，说：“伯有来了！”大家四散逃开，不知跑到哪里去才好。这年的正月二十七日，公孙段死了，国内的人们就越来越恐惧了。下一月，子产立了公子嘉的儿子公孙洩和伯有的儿子良止做大夫，来安抚伯有的鬼魂，事情才停了下来。子太叔（游吉）问这样做的原因，子产说：“鬼有所归宿，这才不做恶鬼，我是为他寻找归宿啊。”子太叔又问：“立公孙泄干什么？”子产答道：“为了使他们高兴，立身没有道义而希图高兴，执政的人违反礼仪，这是用来取得百姓欢心。不取得百姓欢心，不能使人信服。不能使人信服，百姓是不会服从的。”等到子产去晋国，赵景子（赵成，赵武之子）问他，说：“伯有还能做鬼吗？”子产说：“能。人刚刚死去叫做魄，已经变成魄，阳气叫做魂。生时衣食精美丰富魂魄就强有力，因此有现形的能力，一直达到神化。普通的男人和女人不能善终，他们的魂魄还能附在别人身上，以大肆惑乱暴虐，何况伯有是我们先君郑穆公的后代，公子去疾的孙子，公孙辄的儿子，我国的卿，执政已经三代了。郑国虽然不强大，或者就像俗话所说的是‘小小的国家’，可是三代执掌政权，他使用东西很多，他在其中汲取精华也很多，他的家族又大，所凭借的势力雄厚，可又不得善终，能够做鬼，不也是应该的吗？”
| 前任： 父子耳 | 郑国良氏宗主 前563年-前543年 | 繼任： 子良止 |
| 前任： 子西   | 春秋郑国为政                 | 繼任： 子产   |